# Francisco Copado
Francisco Alberto Copado Álvarez (* 19. Juli 1974 in Kiel) ist ein ehemaliger spanisch-deutscher Fußballspieler und heutiger -trainer.

## Privates
Copado wurde als Sohn spanischer Gastarbeiter in Kiel geboren. Er besitzt neben der spanischen auch die deutsche Staatsangehörigkeit. Copado ist seit 2008 mit der Tochter des Mäzens der SpVgg Unterhaching, Anton Schrobenhauser, verheiratet. Sie haben zwei Söhne, darunter Lucas (* 2004), der ebenfalls Fußballspieler ist. Copados Schwester ist seit 2007 mit Hasan Salihamidžić verheiratet. Somit ist er der Onkel von Nick Salihamidžić. Sein Spitzname ist Paco.

## Karriere als Spieler

### Jugend und Stationen bis 2000
In Kiel lernte Copado das Fußballspielen. Zunächst bei Eintracht Kiel, später dann bei Holstein Kiel durchlief er die verschiedenen Jugendmannschaften.
Zur Saison 1992/1993 erhielt er einen Profivertrag beim Hamburger SV, dessen Scouts schon geraume Zeit ein Auge auf den Offensivspieler geworfen hatten. Als 1995 Felix Magath Trainer des HSV wurde, hatte Copado gerade mal drei Bundesligaeinsätze zu verbuchen. In der Spielzeit 1995/96 folgten zehn weitere Auftritte im Dress der Hanseaten, bevor er in der Winterpause seine Zelte in Hamburg abbrach.
Copado zog es Anfang 1996 in das Heimatland seiner Eltern, denn er wechselte in die zweite spanische Liga zum RCD Mallorca. In der Saison 1996/97 leistete er mit seinen 18 Treffern einen großen Beitrag zum Aufstieg Mallorcas in die Primera División. Dann kehrte Francisco Copado wieder nach Deutschland zurück.
Tennis Borussia Berlin lockte den Mittelfeldmann 1997 an die Spree. Dort spielte er unter Trainer Hermann Gerland als Regisseur hinter den Spitzen und hatte mit seinen 15 Saisontoren maßgeblichen Anteil daran, dass TeBe ungeschlagener Nordost-Regionalligameister wurde und in die Zweite Bundesliga aufstieg. Allerdings verschoss er den entscheidenden Elfmeter im Elfmeterschießen des Relegationsspiels gegen Hannover 96, so dass TeBe noch in ein zweites Relegationsspiel musste. In der zweiten Liga angekommen, zeigte sich Copado weitaus weniger gefährlich als noch im Aufstiegsjahr.

### SpVgg Unterhaching (2000–2005)
2000 wechselte Copado zum damaligen Bundesligisten SpVgg Unterhaching. Der damalige Trainer, Lorenz-Günther Köstner, wollte Copado unbedingt in Haching haben. Nach einem zähen Verhandlungspoker kam die Verpflichtung schließlich zustande. Doch bereits nach wenigen Spielen fiel Copado weniger durch Leistung auf dem Platz oder im Training auf, sondern verschaffte sich ein zweifelhaftes Image als Diva und Partylöwe. Aus disziplinarischen Gründen suspendierte Köstner seinen Mittelfeldstrategen für zehn Monate. In dieser Zeit musste sich der Spanier fernab des Unterhachinger Sportparks fit halten. Erst als Köstner beim inzwischen in die zweite Liga abgestiegenen und wieder in Abstiegsgefahr geratenen Münchener Vorstadtklub entlassen wurde und Rainer Adrion das Amt übernahm, wurde Copado „begnadigt“.
Unter Wolfgang Frank, der ihn zum Kapitän machte, entwickelte er sich zum Leistungsträger. Der „bunte Vogel“ schien geläutert und genoss in Unterhaching eine Ausnahmestellung. Endlich konnte er nun sein großes Potential abrufen und zeigte gute, oftmals herausragende Leistungen. Sowohl in der zentralen Rolle im offensiven Mittelfeld als auch im Sturm wusste der Spanier zu überzeugen. Er hatte entscheidenden Anteil daran, dass die mittlerweile sogar in die Regionalliga Süd abgestiegenen Unterhachinger wieder in die zweite Bundesliga aufrückten.

### Eintracht Frankfurt (2005/2006)
2005 schaffte er zum dritten Mal den Sprung in die erste Bundesliga, indem er einen Kontrakt bei Eintracht Frankfurt bis 2008 unterzeichnete. Die Umstellung von der zweiten in die erste Bundesliga fiel ihm anfangs schwer, wohl auch, weil Trainer Friedhelm Funkel wollte, dass er sich einen Stammplatz hart erarbeitete. Aber Copado biss sich durch und bot sich Funkel durch deutlich verbesserte Trainingsleistungen an. So kam es, dass er in der zweiten Hälfte der Hinrunde für Furore sorgte und in zehn Spielen fünf Tore und fünf Torvorlagen beisteuerte. Im Dezember 2005 wurde er sogar zum Spieler des Monats gekürt. Er konnte das Niveau in der Rückrunde nicht halten (1 Tor und 1 Vorlage in 14 Spielen), wobei auch der Höhenflug der Eintracht jäh endete und am Ende sogar um den Klassenerhalt gezittert werden musste. Letztlich führte dies zum Verlust seines Stammplatzes und zum Ausstieg bei Eintracht Frankfurt während der laufenden Saison 2006/07.

### TSG 1899 Hoffenheim (2006–2008)
Copado fand seine neue sportliche Heimat beim ambitionierten Süd-Regionalligisten TSG 1899 Hoffenheim, die mit dem klaren Ziel des Aufstiegs in die Zweite Bundesliga in die Saison hineingingen und sich entsprechend verstärkten. Francisco Copado konnte die in ihn gesetzten Erwartungen erfüllen, da er in 28 Spielen 14 Tore erzielen und damit einen großen Beitrag zum Erreichen des Saisonziels der Hoffenheimer leisten konnte, die hinter dem SV Wehen als Tabellenzweiter abschlossen und damit in der Saison 2007/08 in der Zweiten Bundesliga starteten. Mit TSG 1899 Hoffenheim belegte er in der 2. Fußball-Bundesliga den zweiten Tabellenplatz und stieg in die Fußball-Bundesliga auf. In der Bundesliga-Hinrunde 2008/2009 kam er jedoch kaum noch zum Einsatz, weshalb er sich mit dem Verein auf eine vorzeitige Auflösung seines bis 2010 laufenden Vertrages einigte, um sich sportlich, aber auch im Hinblick auf seine beruflichen Perspektiven nach der aktiven Karriere noch einmal neu orientieren zu können.

### SpVgg Unterhaching (2009 bis März 2015)
Er wechselte am 7. Januar 2009 zu seiner ehemaligen Wirkungsstätte SpVgg Unterhaching. Bereits am 30. März 2009 verließ er den Verein jedoch wieder. Am 31. März 2015 beendete er aufgrund von Differenzen mit Trainer Ralph Hasenhüttl seine Karriere.

## Trainerkarriere
Im März 2010 wurde Copado neuer Sportlicher Leiter der SpVgg Unterhaching. Nach lang anhaltender Kritik an seiner Arbeit zog er sich ein Jahr später weitgehend aus dem operativen Geschäft des Vereins zurück, war aber weiter als Jugendtrainer für die SpVgg aktiv.
Am 20. März 2014 wurde Copado Co-Trainer der Profimannschaft unter dem neuen Cheftrainer Christian Ziege. Als dieser am 25. März 2015 sein Amt überraschend niederlegte, trat auch Copado zurück.
Copado war vom 15. August 2015 bis zum Saisonende als Spielertrainer beim Bezirksligisten TSV Moosach tätig und gab mit 41 Jahren sein Comeback als Spieler in der Bezirksliga Ost. Zur Saison 2016/17 übernahm er den Trainerposten beim FC Gundelfingen, einem Aufsteiger in die Bayernliga Süd. Nach neun Spieltagen nutzte er eine Ausstiegsklausel und ging zur Teutonia Watzenborn-Steinberg, dem Aufsteiger aus der Hessenliga in die Regionalliga Südwest.
Im März 2018 bestand Copado seinen Trainerlehrgang und erhielt die Fußballlehrer-Lizenz des DFB.

## Erfolge
Vereine
- Aufstieg in die Bundesliga: 2008 (TSG 1899 Hoffenheim)
- Aufstieg in die Primera División: 1997 (RCD Mallorca)
- Aufstieg in die 2. Bundesliga (3): 1998 (Tennis Borussia Berlin), 2003 (SpVgg Unterhaching), 2007 (TSG 1899 Hoffenheim)
- Meister der Regionalliga Süd: 2003 (SpVgg Unterhaching)
- Meister der Regionalliga Nordost: 1998 (Tennis Borussia Berlin)
- Berliner Landespokalsieger: 1998

Individuell
- Torschützenkönig
  - der 2. Bundesliga: 2004 (mit Marek Mintál)
  - der Regionalliga Süd: 2003